# カラマンダリン
カラマンダリン（英語: Kara Mandarin）は、ミカン科ミカン属の植物。カラオレンジ、カラとも称する。ウンシュウミカンにキングマンダリンを交配した雑種であり、1915年に開発された。世界的にはあまり栽培されていない種であるが、日本では少量の商業的な生産が行われる。

## 特徴
カリフォルニア大学リバーサイド校のフロスト博士（H. B. Frost）が開発し、1935年にフロスト博士が「カラ」と命名した。尾張系のウンシュウミカンにキングタンゴールを交配したものである。
樹勢はウンシュウミカンに似ており、樹形は開張性で側枝が垂れやすい。多くの果実を付け、個々の果実は果梗（かこう）部の突起を除いて楕円形をしている。大きさは中程度からやや大きめであり、ワシントン州産のネーブルオレンジよりは小さい。果皮は中程度の厚さであるが、むきにくい。中の実は10 - 12房である。果肉は濃い橙色をしており、濃厚で日本人の好みに合う味を呈する。ただし未熟の場合は酸味が強い。種子の数は多く、淡緑色をしている。種子の多さは商業生産上のネックとなっていた。

カラマンダリンに吉浦ポンカンを受粉させた珠心胚実生である「南津海（なつみ）」という柑橘類も開発されている。山口県大島郡橘町（現・周防大島町）の農家がカラマンダリンの高い糖度に注目して1978年（昭和53年）に開発したが、カラマンダリンとはあまり区別せずに出荷されることが多い。

## 栽培と流通
完熟する時期は4月上旬であるので、栽培は無霜地帯かつ暖かい土地であることが望ましい。開発されたカリフォルニア州リバーサイドでは3月1日から6月後半にかけて食される。露地栽培種であるが、ハウス栽培種としても注目されている。結果から収穫までおよそ1年樹上で育て、果実に養分を行き渡らせ、糖度を高める。果実を収穫しないで実ったままにしても品質は低下しないが、果皮と果肉が分離する「浮皮」になる。浮皮のカラマンダリンは傷みやすく、味が落ちることがある。
誕生したカリフォルニア州では他のオレンジ類と出荷時期が重なるため、商業的な生産はあまり行われていない。1950年代のニューヨークおよびロサンゼルスでは1ポンドあたり10 - 25セントで販売されていた。

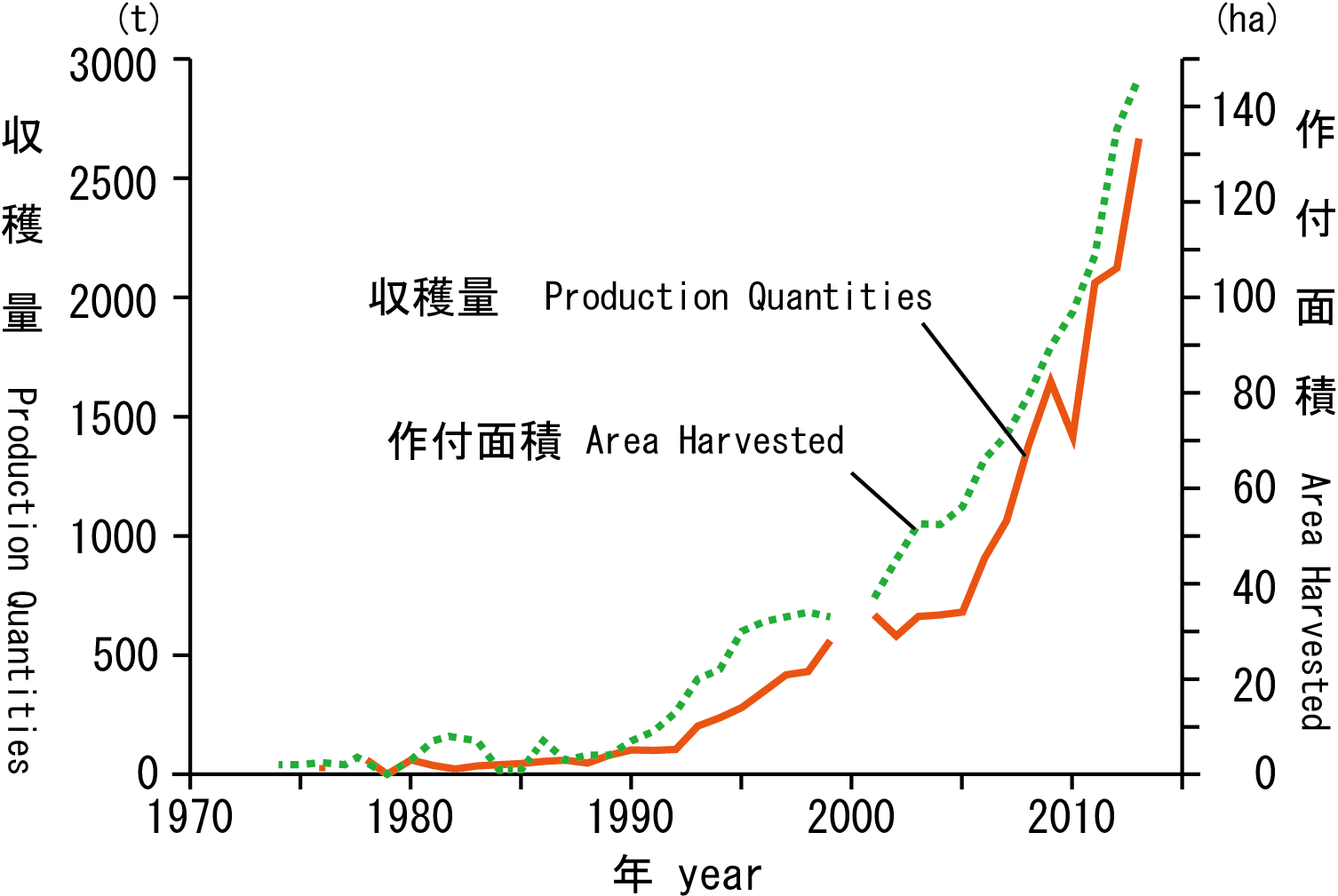
日本のカラマンダリンの収穫量と作付面積の推移（1974-2013年）

日本では少量ながら生産が行われ、3 - 4月にかけて収穫され、減酸した後に出荷される。減酸には2週間から1か月を要し、4 - 5月に流通する。生産現場では「晩生みかん」・「春のみかん」として扱われる。2013年（平成25年）の日本国内の栽培面積は146ha、出荷量は2,592tであり、愛媛県が全出荷量の65%を占める。特に松山市の生産量が他の県内産地を圧倒し、松山市内では中島などの離島を主産地とする。また2007年（平成19年）7月に「まつやま農林水産物ブランド」第5号に認定された。日本における栽培発祥の地である三重県や和歌山県の有田地方での生産も多い。
生産県（2013年）
| 収穫量順位 | 都道府県 | 収穫量（t） | 作付面積（ha） | 主産地                 |
| ---------- | -------- | ----------- | -------------- | ---------------------- |
| 1          | 愛媛県   | 11,731.9    | 95.6           | 松山市、伊予市、今治市 |
| 2          | 三重県   | 481.8       | 31.9           | 御浜町、熊野市、紀宝町 |
| 3          | 和歌山県 | 377.8       | 14.5           | 湯浅町、有田市、由良町 |
| 4          | 広島県   | 51.0        | 3.0            | 呉市                   |
| 5          | 神奈川県 | 24.0        | 1.2            | 小田原市               |

日本への導入は1955年（昭和30年）で、田中長三郎が種子を持ち込み、三重県度会郡南勢町（現・南伊勢町）の農家に依頼して栽培が始まった。また農林水産省や愛媛県果樹試験場（現・愛媛県農林水産研究所 果樹研究センター）などへも後に穂木が導入された。当初は酸味が強く、カンキツかいよう病に弱かったため、田中は商業生産に消極的であった。その後5月にヒヨドリが群がっているのを目撃し、味が良いことが確認され、かいよう病対策も実現した。栽培と管理が難しかったことから普及には至らなかったが、1990年代以降は生産量が増加している。三重県では1980年（昭和55年）頃より地域特産果樹として本格的な栽培がおこなわれた。